# 滇桂石斛
滇桂石斛（学名：Dendrobium guangxiense）为兰科石斛属下的一个种。

## 扩展阅读
- 維基物種上的相關：滇桂石斛